# Wheatbelt (Australie)

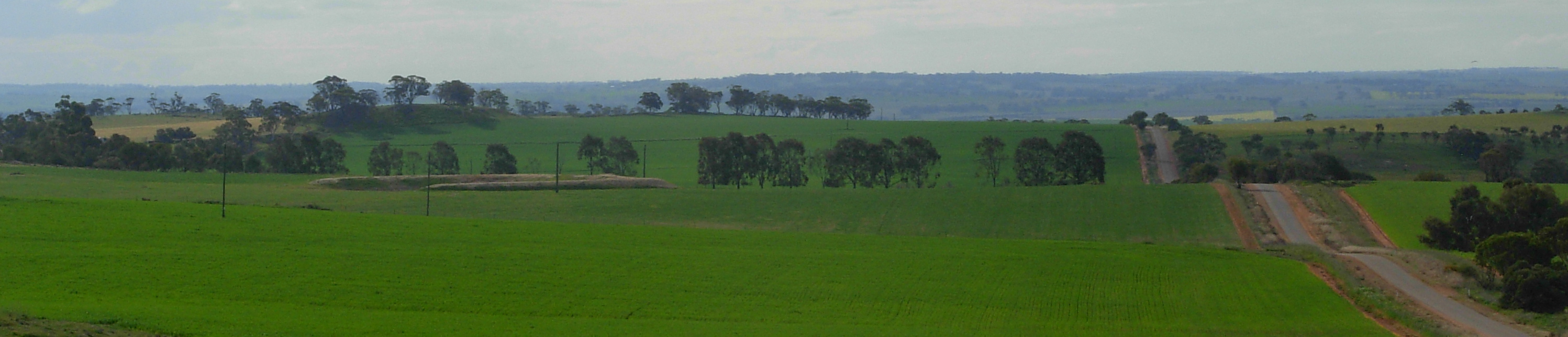
Wheatbelt panorama près de Northam.

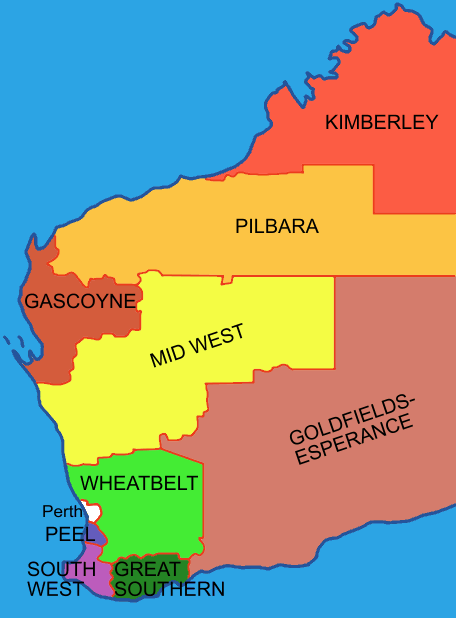
Carte des régions de l'Australie occidentale

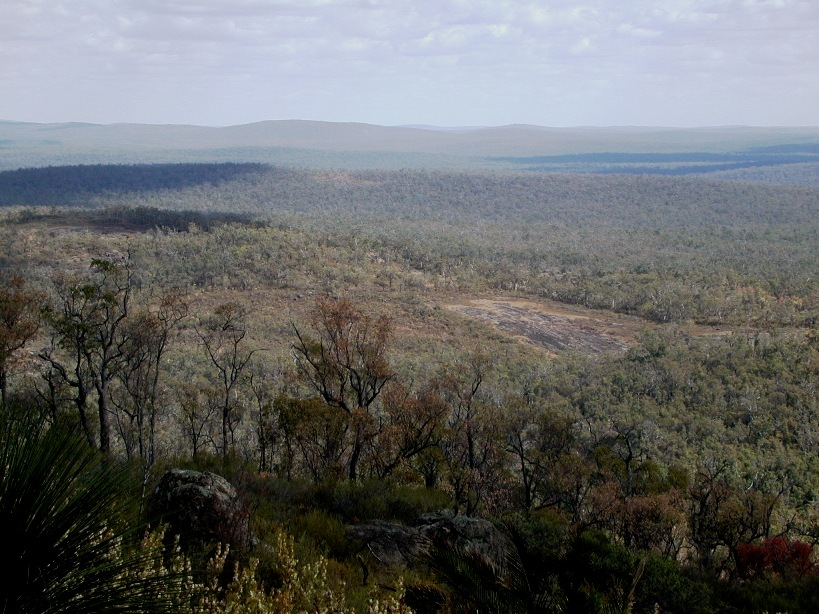
Vue de la région de Beverley dans le Wheatbelt (prise du sommet du mont Dale)

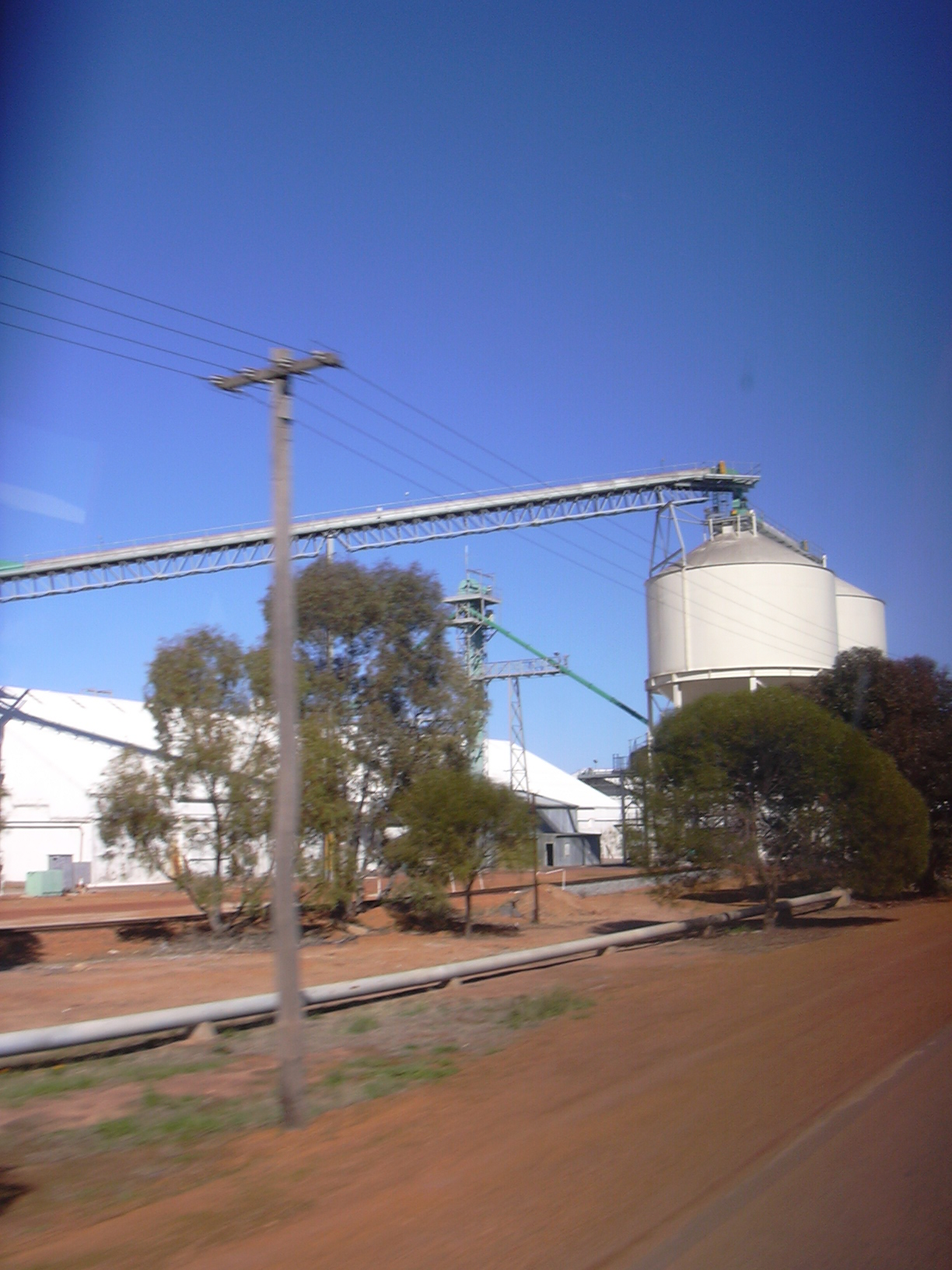
Silo à céréales près de Quairading

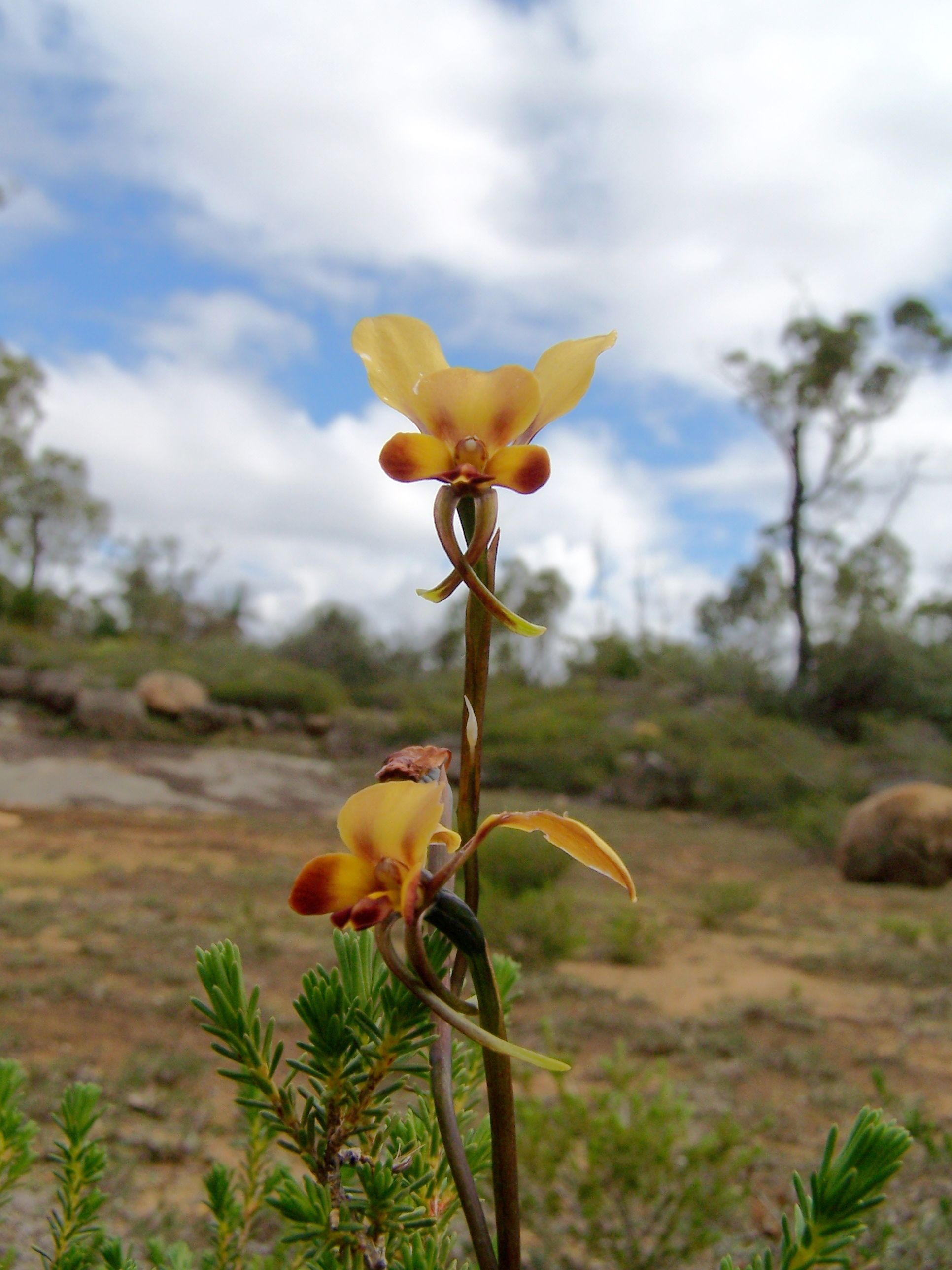
Diuris longifolia, une orchidée de la Wheatbelt

La région de Wheatbelt ("La ceinture céréalière") est une des neuf régions d'Australie occidentale.
Elle est limitée au nord par la région de Mid West, à l'est par le Goldfields-Esperance, au sud par les régions de Great Southern et South West à l'ouest, du nord au sud, par l'océan Indien, la région de Perth, la capitale de l'Australie Occidentale et la région de Peel. 
Elle a une superficie de 154 862 km² et une population d'environ 72 000 habitants. La population est largement répandue sur toute la région et seulement 16 000 personnes vivent dans les principales villes de Northam, Narrogin, Merredin et Moora.
Près de la côte, la région bénéficie de pluies relativement abondantes et d'un climat doux et ses 150 km de côtes forment une importante zone touristique. Au contraire, la bordure est a un climat très aride et son économie repose sur l'exploitation des mines d'or, de nickel et de fer. Le reste de la région est largement orienté vers l'agriculture et fournit près des deux tiers des céréales, la moitié de la production de laine, la plus grande partie de la viande de mouton, d'oranges, de miel, de fleurs coupées et d'autres produits agricoles de toute l'Australie occidentale.
Les zones d'administration locales de la région sont:
- Beverley
- Brookton
- Bruce Rock
- Chittering
- Corrigin
- Cuballing
- Cunderdin
- Dandaragan
- Dalwallinu
- Dowerin
- Dumbleyung
- Gingin
- Goomalling
- Kellerberrin
- Kondinin
- Koorda
- Kulin
- Lake Grace
- Merredin
- Moora
- Mount Marshall
- Mukinbudin
- Narembeen
- Narrogin (Ville)
- Narrogin (Comté)
- Northam (Ville)
- Northam (Comté)
- Nungarin
- Pingelly
- Quairading
- Tammin
- Toodyay
- Trayning
- Victoria Plains
- Wagin
- Wandering
- West Arthur
- Westonia
- Wickepin
- Williams
- Wongan-Ballidu
- Wyalkatchem
- Yilgarn
- York